# Antonio Tinarelli
Antonio Tinarelli (Bologna, 13 agosto 1922 – Vercelli, 25 luglio 2014) è stato un agronomo italiano.
È stato ricercatore e selezionatore delle varietà di riso Sant'Andrea, Baldo, Roma, Loto, Ribe e Europa.

## Biografia
Nativo di Bologna, visse a Vercelli dal 1952, diventando direttore dell'Ente Nazionale Risi.

## Riconoscimenti
- Premio Pannocchia di riso 1969[5]

## Pubblicazioni
- Antonio Tinarelli, Il canto del riso, Mercurio, 2013
- Antonio Tinarelli, Il riso in 10 lezioni, Mercurio, 2010
- Antonio Tinarelli, Le antiche pilerie italiane e l'industria risiera. La raffinazione del riso., Mercurio, 2008
- Antonio Tinarelli, I derivati alcolici del riso nelle civiltà asiatiche, Mercurio, 2007
- Antonio Tinarelli, La coltivazione del riso, Edagricole, 1986
- Antonio Tinarelli, Giorgio Baldi, Eredità e miglioramento genetico del riso, Edagricole